# Moreton-in-Marsh
Moreton-in-Marsh é uma paróquia e cidade do distrito de Cotswold, no condado de Gloucestershire, na Inglaterra. De acordo com o Censo de 2011, tinha 3493 habitantes. Tem uma área de 6,09 km².